# Bácsborsód
Bácsborsód – wieś i gmina w południowej części Węgier, w pobliżu miasta Baja.
Miejscowość leży na obszarze Wielkiej Niziny Węgierskiej, w komitacie Bács-Kiskun, w powiecie Baja. Gmina liczy 1238 mieszkańców (2009) i zajmuje obszar 77,52 km².
Tutaj urodził się malarz László Moholy-Nagy.